# Dirk Heidolf
Dirk Heidolf (Karl-Marx-Stadt, 1976. szeptember 14. –) korábbi német motorversenyző, a MotoGP negyed- és nyolcadliteres géposztályának tagja.
A sorozatban 1997-ben mutatkozott be, itt egészen 2007-ig versenyzett. Legjobb eredménye, egy összetett 19. hely, 2002-ből való.